# Mirranes (general de Cosroes II)
Mirranes (em grego: Μιρράνης; romaniz.: Mirránēs) foi um oficial sassânida do final do século VI e começo do VII, ativo durante o reinado do xá Cosroes II (r. 590–628). Sua existência é questionada.

## Nome
Mirranes (Μιρράνης, Mirránēs) ou Mitranes (Μιθράνης, Mithránēs), são as formas gregas do persa médio Mirã (Mihrān), que derivou do persa antigo Mitrana (*Miθrāna-). Foi citado em armênio como Mirã (Միհրան, Mihran) e Merã (Մեհրան / Մէհրան, Mehran) e em georgiano como Miriã (მირიან). Em sua forma georgiana, foi latinizado como Meribanes pelo historiador Amiano Marcelino. Segundo a Vida de Vactangue, esse nome estava ligado a Mirdates, que deu origem a Mitrídates e outros nomes análogos.

## Vida

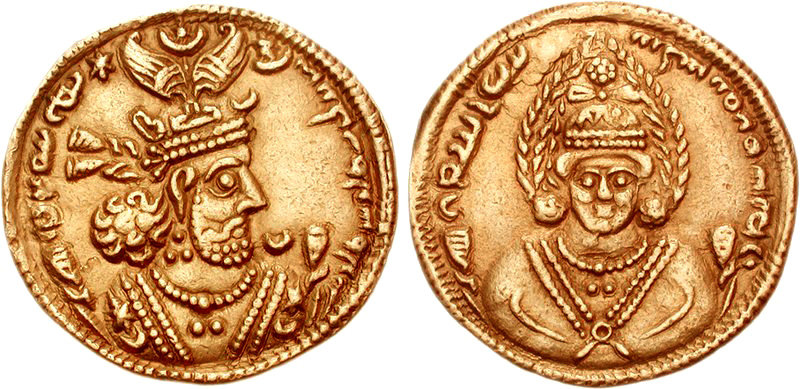
Dinar de r.

Era supostamente filho de uma irmã de Cosroes. Sua existência é atestada apenas na História de Taraunitis de João Mamicônio, obra considerava como não fiável, e autores como Christian Settipani questionam sua existência. Segundo a obra, o xá enviou Mirranes contra Taraunitis para capturar Musel II Mamicônio e levá-lo ao xá. Também ordenou que os locais onde Musel tinha igreja fossem destruídos e os clérigos mortos. Musel, por sua vez, ordenou que seu filho Vaanes II, o Lobo desse cabo de Mirranes.
Vaanes aceitou a tarefa e começou a organizar emissários e enviá-los a Mirranes para que se reconciliasse e partisse. Mas Mirranes teria respondido: "Não, não vou sair até capturar Musel e levá-lo ao rei do Irã". Então Vaanes enviou-lhe mensagem dizendo: "Se me der o senhorio e a autoridade do país, entregarei a você Musel e irei a você, tendo se rebelado [de Musel], atingindo o medo [nele] em um momento oportuno". Mirranes convocou-o, pois ficou satisfeito com a proposta. Então desceu à aldeia de Muxe, enquanto Musel estava alegadamente na fortaleza de Oguecã. Os soldados de Mirranes tentaram tomar a fortaleza de Astegom por dois dias, mas ao falharem, voltaram a seu senhor que então chama Vaanes e exige a fortaleza, mas o último teria retrucado:
| “ | Não deveria ser feito dessa maneira, senhor. Em vez disso, dê-me quatro mil homens para que eu possa ir contra as fortalezas seguras onde os pertences e os tesouros [de Musel] são mantidos. Talvez se eu for forte, não se renderão a mim. Agora, vamos primeiro à cidade de Oje ("Cobra") e depois a outros lugares. | ” |
|   | — João Mamicônio, História de Taraunitis, capítulo II. |   |

Mirranes deu-lhe quatro mil cavaleiros selecionados que levou-os aos portões da cidade de Oje, onde conspirou com aqueles dentro da cidade para estabelecer uma armadilha mortal para prendê-los. De manhã, organizou com a cidade para deixar as tropas iranianas dentro. Como o acesso era estreito, apenas alguns soldados conseguiram entrar. Enquanto isso, os habitantes do outro lado da entrada estavam apreendendo aqueles que entravam e jogando-os em casas, onde roubavam suas roupas e os decapitavam. Eles jogaram os corpos numa vala que não podia ser vista do lado de fora da parede. Dos quatro mil, Vaanes deixou 50 na aldeia de Xarje com as instruções de que, quando enviasse alguém para eles, deveriam ir a Mirranes e pedir mais tropas. Vaanes enviou os 50 homens por mais soldados e retornaram com mais dois mil. Vaanes estava trabalhava de tal maneira que os persas não sabiam o que fazia.
Ao chegarem aos portões de Moraque, Vaanes deu aos cidadãos os cavalos e roupas dos persas, convocou o povo até os portões e avisou que assim que os persas os avistassem deveriam ir juntos à cidade, soando as trombetas da vitória e deixando os portões abertos para que pensassem que seu próprio lado havia tomado a cidade. Fizeram exatamente isso. Quando os persas viram pessoas entrando na cidade num corpo, ficaram encantados e também começaram a entrar. Então Vaanes chegou rapidamente diante dos soldados e deu-lhes boas notícias e enviou 20 das tropas persas para levar a boa notícia a Mirranes da tomada da cidade. Vaanes retornou à cidade com as tropas persas e assim que começaram a entrar, os soldados ficaram desconfiados e quiseram voltar. Vaanes começou a cortá-los e jogá-los no pântano; Vaanes de um lado e os citadinos no outro fizeram 40 homens se afogarem. Diz-se que uma contagem foi feito segundo a qual 5998 cabeças foram descobertas. Vaanes então ordenou que todos os narizes e prepúcios dos mortos fossem cortados e jogados nas bolsas.
Vaanes levou seus 700 homens e foi a Muxe. Deixou 300 homens no passo de Megu e 200 lanceiros no Cemaque em Sanassuno, enquanto foi a Mirranes com 200 homens. Entrou no aposento de Mirranes e falou-lhe: "Eu vim até você como um fugitivo de suas tropas porque não me deixaram entrar na cidade nem nos deram a nossa parte do butim. Em vez disso, detiveram meus homens na cidade e eu vim como refugiado". Mirranes resolveu enviar mil homens contra eles, mas Vaanes disse: "Até se rebelaram contra você, pois após tomar o saque e saquear a cidade, planejam passar para o lado bizantino". Mirranes ficou mais irritado e ordenou que dois mil fossem enviados contra eles. Vaanes aconselhou as tropas não atravessassem o rio Megueti à noite, mas acampar e atravessar no dia seguinte. "Talvez", disse, "algum inimigo possa atacar e você não esteja familiarizado com o terreno. Deixe mil homens passarem pelo Cemaque e mil pela planície." Dando-lhes guias e despedindo-se de Mirranes, foi colocá-los em seu caminho. Assim que chegaram ao local onde ordenou que se separassem, enviou 100 homens com o corpo passando por Cemaque e com 100 homens foram atrás deles.
Ao alcançarem a margem do rio, Vaanes acampou seus homens para que pudessem dormir. Então, preparando sua armadilha, ordenou a seus servos que soltassem os cavalos para pastarem e não prestassem mais atenção neles. De repente, soaram as trombetas antes e depois dos persas, prendendo-as no meio. Em poucas horas tiveram suas cabeças, que foram jogadas no rio. Ninguém conseguiu escapar. Então, com os cavalos dos persas mortos diante deles, passaram para Cemaque. Enquanto haviam lutado e vencido esta batalha e estavam avançando, ainda antes de chegarem a Cemaque, as tropas persas permaneceram acampadas sem pensar até que os homens de Vaanes viessem, pois os havia aconselhado. Aproveitando a cabeça de ponte, um som alto foi dado em torno deles e os soldados armênios começaram a matar os persas impiedosamente:
| “ | Um dos persas conseguiu se esconder que havia se escondido no pântano, montou um cavalo e fugiu para Muxe. Dois homens foram atrás dele e esmagaram sua cabeça do outro lado do rio. Seu cérebro saiu de suas narinas. O outro homem pegou um pouco de areia e, oferecendo [ao cadáver], disse: "Tome este sal, cozinheiro iraniano". E depois disso esse ponto foi chamado Arague ("pegue o sal") até hoje. | ” |
|   | — João Mamicônio, História de Taraunitis, capítulo II. |   |

Quanto àqueles que Vaanes havia empurrado ao pântano, alguns não conseguiram sair, enquanto outros caíram na água e se afogaram. seus homens cortaram e mantiveram os narizes e os prepúcios daqueles que caíram na terra, jogando as cabeças no pântano e no campo. Então, reunindo dois mil cavalos, Vaanes os levou à fortaleza de Eganque. No dia seguinte, mais uma foi a Mirranes. Ordenou que seus criados preparassem uma refeição e chamassem-no. Mirranes, acometido por uma doença, deixou que apenas Mirranes fosse até seus aposentos. Vaanes fingiu ser o porteiro e mandou embora os príncipes que chegaram, dizendo: "O marzobã não pôde comparecer ao jantar". Então esses homens se reuniram em um tachar ("banquete", "salão") e logo estavam com seus cálices. Vaanes pegou a bolsa contendo os narizes e prepúcios e trouxe diante de Mirranes, que ficou horrorizado e exclamou: "O que é isso? Diga-me!" Vaanes narrou com precisão toda a história. Mirranes se enfureceu, agarrou uma lança das mãos de seu servo e quis atacá-lo, mas Vaanes pegou a espada que estava diante dele, cortou o prepúcio de Mirranes, colocou na boca dele e disse: "Então você é aquele que insultou a Deus e que abateu os pilares da terra, meus clérigos". Então cortou-lhe o nariz e mostrou-o diante de seus olhos. Rasgou-lhe a barriga, mandou o servo remover o fígado e enfiá-lo na boca do morto. Enfiando a faca no estômago, a deixou lá, de pé.
Quando apenas cortou o prepúcio, Vaanes disse: "Dê-me a senha respeitada pelos iranianos em Apaúnia, e eu deixarei você viver". Mirranes deu-lhe a senha respeitada e disse com numerosos juramentos que só os dois homens conheciam. Assim que disse isso, pegando a faca, Vaanes mergulhou-a em seu coração e ele morreu ali. Seus servos pegaram e mantiveram suas roupas ensanguentadas, limparam o chão de sangue e o posicionaram na cama e o cobriram como se estivesse dormindo. Então o próprio Vaanes convocou à sala o secretário iraniano e ordenou que escrevesse saudações e a senha ao general em Apaúnia para que após 3 dias o último deveria montar a colina acima do vale de Cote com apenas mil homens para que pudessem ver um ao outro. O secretário escreveu como Vaanes disse. Ele carimbou a carta com o sinete de Mirranes e chamou 10 dos leais servos do falecido, dando-lhes a carta para levar ao general Varxir em Apaúnia. Tomando a carta, os mensageiros partiram. Vaanes chamou o núncio de Mirranes e disse: "Vá convocar tal e tal príncipe".
O próprio Vaanes começou a convocar os príncipes para o conselho, e assim os tomou por engano. Naquele dia matou 86 príncipes. Assim que terminou com os príncipes, entrou no tachar onde as tropas persas estavam. Reuniu esses homens, levando para fora seu próprio povo e pessoas de outros distritos. Então começou a expô-los dizendo: "Era apropriado para você roubar a coroa adornada com pérolas do marzobã?" Então ordenou que todos se despirem para ver se haviam roubado algo. Removendo todas as roupas, fechou os iranianos dentro do tachar. Em outro tachar, deteve 1 903 homens. Fechando as portas dos tachares, mandou que a cabeça de Mirranes fosse levada e pendurada na frente da janela aberta. Mostrando-lhes, disse: "Aqui está a cabeça que pensou em demolir a abençoada [igreja de] Precursor e queimar os clérigos até a morte". Vaanes reuniu 40 persas que poupou para informar ao xá o que tinha acontecido. Mandou levar a cabeça de Mirranes ao xá com essa mensagem:
| “ | Assim que este marzobã chegou ao nosso país e quando, com as tropas em desacordo, tentaram criar uma brigada, não conseguiram. Agora, já que os bizantinos são nossos inimigos, não ousamos ir até eles e nós franzimos o cenho para você, enquanto não havia brigada de seus soldados. Então nós cortamos essa cabeça e brincamos com ela. Agora ouvimos dizer que você veio do Saastão à cidade de Bostro, onde a terra é plana como um prado. Eu sei que você joga polo. Tome então a cabeça de seu sobrinho e deixe-a servir como uma bola de polo de geração em geração. | ” |
|   | — João Mamicônio, História de Taraunitis, capítulo II. |   |